# Serghei Alifirenko
Serghei Alifirenko (în rusă Сергей Алифиренко; n. 21 ianuarie 1959, Kirovakan, Kirovakanski raion⁠(d), Republica Sovietică Socialistă Armeană) este un trăgător de tir ce a reprezentat Uniunea Republicilor Sovietice Socialiste, medaliat olimpic. A participat la 2 ediții ale Jocurilor Olimpice (2000, 2004) în care a câștigat o medalie de aur și o medalie de bronz.